# Jurij Tkaczuk (ur. 1995)
Jurij Jurijowycz Tkaczuk, ukr. Юрій Юрійович Ткачук (ur. 18 kwietnia 1995 w Kelmieńcach) – ukraiński piłkarz, występujący na pozycji pomocnika w klubie Świt Szczecin.

## Kariera piłkarska

### Kariera klubowa
Wychowanek klubów Monolit Illicziwśk i Metalist Charków, barwy których bronił w juniorskich mistrzostwach Ukrainy (DJuFL). 22 lipca 2011 rozpoczął karierę piłkarską w drużynie młodzieżowej Metalista Charków, a 7 maja 2014 debiutował w podstawowym składzie klubu. 3 marca 2016 został piłkarzem Atlético Madryt, ale występował jedynie za drugą drużynę klubu, a latem został wypożyczony do UD Melilla. 1 lipca 2017 przeszedł do Karpat Lwów, skąd wkrótce 31 sierpnia 2017 został wypożyczony do Ruchu Winniki. 15 lutego 2018 został wypożyczony do Levadii Tallinn. 26 grudnia 2018 estoński klub wykupił transfer piłkarza.
W sezonie 2022/2023 został zawodnikiem polskiego klubu Ursus Warszawa, w którym zadebiutował 22 października 2022 w meczu III ligi przeciwko rezerwom Jagielloni Białystok. 27 stycznia 2023 został piłkarzem Znicza Pruszków.
Dnia 25 czerwca 2024 ogłoszony został jako zawodnik Warty Poznań.
10 lipca 2025 został zawodnikiem Świtu Szczecin. 

### Kariera reprezentacyjna
Występował w juniorskich reprezentacjach Ukrainy U-17 i U-19. W 2014 został powołany do młodzieżowej reprezentacji Ukrainy.

## Sukcesy i odznaczenia

### Sukcesy piłkarskie
Levadia Tallinn
- wicemistrz Estonii: 2018
- zdobywca Superpucharu Estonii: 2018